# Sphegina
Sphegina is een vliegengeslacht uit de familie van de zweefvliegen (Syrphidae).

## Soorten
- S. appalachiensis Coovert, 1977
- S. armatipes Malloch, 1922
- S. atrolutea Lucas in Thompson & Torp, 1986
- S. biannulata Malloch, 1922
- S. brachygaster Hull, 1935
- S. bridwelli Cole, 1924
- S. californica Malloch, 1922
- S. campanulata Robertson, 1901
- S. clavata (Scopoli, 1763)
- S. claviventris Stackelberg, 1956
- S. clunipes

Gewone bronzweefvlieg (Fallen, 1816)
- S. cornifera Becker, 1921
- S. cressoni Hull, 1935
- S. elegans

Beek-bronzweefvlieg Schummel, 1843
- S. flavimana Malloch, 1922
- S. flavomaculata Malloch, 1922
- S. infuscata Loew, 1863
- S. keeniana Williston, 1887
- S. latifrons Egger, 1865
- S. limbipennis Strobl, 1909
- S. lobata Loew, 1863
- S. lobulifera Malloch, 1922
- S. melanderi Cole, 1924

- S. montana Becker, 1921
- S. nigrimana Cole, 1924
- S. notata Hull, 1935
- S. occidentalis Malloch, 1922
- S. petiolata Coquillett, 1910
- S. platychira Szilady, 1937
- S. punctata Cole, 1921
- S. rufiventris Loew, 1863
- S. sibirica

Grote bronzweefvlieg Stackelberg, 1953
- S. spheginea (Zetterstedt, 1838)
- S. sublatifrons Vujic, 1990
- S. varifacies Kassebeer, 1991
- S. verecunda

Kleine bronzweefvlieg Collin, 1937
- S. vittata Cole, 1924